# Comuna Hodîha, Dzerjînsk
Hodîha (în ucraineană Годиська сільська рада) este o comună în raionul Dzerjînsk, regiunea Jîtomîr, Ucraina, formată din satele Hodîha (reședința), Mejîricika și Mîkilsk.

## Demografie
Componența lingvistică a satului Hodîha
     Ucraineană (97,39%)
     Rusă (2,28%)
Conform recensământului din 2001, majoritatea populației satului Hodîha era vorbitoare de ucraineană (97,39%), existând în minoritate și vorbitori de rusă (2,28%).